# 永石組
永石組（ながいしぐみ）は、佐賀県佐賀市に本部を置く暴力団。指定暴力団浪川会の二次団体で、佐賀市に本部を置くとともに、武雄市に準本部事務所を設置している。結成の地となった武雄から伊万里〜佐賀〜唐津と勢力を拡大してきた組織で、浪川会の中でも有力団体として存在している。

## 来歴
永石秀三が武雄市に結成した。
首領の永石は道仁会の副理事長を務めたが、2006年5月、その道仁会の二代目会長・松尾誠次郎が引退し、三代目会長に理事長・大中義久（二代目松尾組組長）を指名したことに対し、副理事長・村神長二郎（三代目村上一家総長）、専務理事・鶴丸善治（鶴丸組組長）、専務理事・高柳弘之（高柳組組長）と共に反発し、道仁会から脱退、抗争に発展した。
6月、脱退した団体で九州誠道会を発足させ、村神長二郎が会長に、永石は副会長に就いた。
2008年3月20日、村神長二郎会長が引退を表明し、同年4月14日、理事長・浪川政浩（四代目村上一家総長）が九州誠道会の二代目会長に就任すると、永石は同会の会長代行に就いた。

## 歴代組長
- 初代 - 永石秀三（道仁会副理事長→九州誠道会副会長→二代目九州誠道会会長代行）

## 最高幹部
- 会長 - 永石秀三
- 相談役 - 田口耕治（田口組組長、唐津市）
- 相談役 - 東島悟（東島組組長）
- 若頭 - 神宮光彦（神宮組組長）
- 若頭補佐 - 浜本健二（浜健組組長）
- 幹部組織委員長 - 山口寿次（誠永会会長）
- 幹部渉外委員長 - 中山英樹（英総業組長）
- 若中 - 石崎孝彦（二代目本田組組長）